# 运河街道 (枣庄市)
运河街道，是中华人民共和国山東省枣庄市台儿庄区下辖的一个乡镇级行政单位。

## 行政区划
运河街道下辖以下地区：
兴中路社区、沿河路社区、林运路社区、繁荣社区、华阳路社区、北关社区、北园社区、兴隆社区、顺河社区、黄庄社区、张庄社区、陈庄社区和西关社区。